# 프랑스의 경제
프랑스의 경제는 고도로 발달하고 자유 시장 경제 구조를 가지고 있다. 2019년 프랑스는 명목 국내 총생산순으로 세계 7위, PPP 기준으로 10위의 경제권이다. 유럽연합(EU)에서 독일에 이어 두 번째로 큰 경제대국이다.

## 개요
프랑스는 지역마다 특산품으로 포도주, 레몬, 올리브 등을 생산한다. 항공기·자동차·화학공업의 발전도 눈부시다. 또한 지중해안이나 알프스 등의 명승지, 파리 등 역사적 건조물이 풍부한 아름다운 도시를 갖고 있어 관광산업도 주요 산업의 하나이다. 가전 제품, 컴퓨터, 가구 등의 제작기술이 뛰어나며, 철광석을 캐는 등의 광업이 존재한다. 주요 수출품으로는 자동차, 기계, 의류, 화장품, 전자제품 등이 있다.

## 농목업
프랑스는 천혜의 자연 조건에 의해 EC 12개국 중에서 최대의 농업생산을 이룩하고(국내 총생산의 약 3%), 중요 식료품도 완전히 자급자족할 수 있다. 경지 면적 17만 9,000km2는 EC 전체의 약 35%에 해당한다(프랑스 국내에서는 국토 총면적의 약 60%). 또한 농업종사자는 경제활동 인구의 약 8.8%를 차지한다. 주요 생산물은 밀을 비롯하여 보리·귀리·옥수수·사탕무·포도주·낙농제품 등이다. 밀의 총생산량은 38,037,000톤(2011년, 세계 5위, 5.40%)이다. 또한 포도는 지중해안·보르도·샹파뉴·르와르 계곡과, 북부를 제외한 거의 전국에서 생산되며 포도주는 6천만 h 전후로서 질적으로나 양적으로 세계 제1위이다. 한편 목축도 성하여, 노르망디와 산지를 중심으로 소·말·양이 사육되고, 국토의 약 25%가 임야여서 목재 등의 임산물이 산출된다.

## 자원과 광업
에너지 자원으로는 북부와 로렌의 석탄, 알프스·피레네의 수력전기, 라크 지방의 천연가스 등인데, 에너지의 전환으로 국영탄광의 출탄량(出炭量)은 줄고 있으며, 최근에는 사하라 사막의 석유나 원자력 발전에 기대를 걸고 있다. 철강업은 역사가 길며, 그 외의 주요산업으로는 에너지·화학·기계·섬유공업 등이 있다. 특히 프랑스의 전통적 공업부분인 석탄업이 쇠퇴하고 석유와 천연가스가 이에 대체되어 가고 있다.

## 공업
프랑스의 공업 인구는 산업별 총인구의 약 15.9%를 차지하고 있다. 북부의 철강업은 세계에서도 손꼽는 양질의 철강을 생산하며 기계공업에 있어서는 수송용·농업용 기계 등이 높은 수준에 있다. 특히 르노나 푸조, 시트로엥 등의 자동차와 카라벨·콩코르드의 개발로 유명한 항공기공업을 들 수 있다. 또한 화학공업도 석유화학공업이나 비료를 중심으로 눈부신 성장을 보이고 있다. 더욱이 전통적인 공업분야에 있어서는 파리를 중심으로 한 뛰어난 디자인의 각종 의류제품과 리용의 견직물, 북부 플랑드르 지방의 면마(綿麻)공업 등이 세계적으로 알려져 있다. 그 밖에 지방 도시에도 각기 지방색이 풍부한 식품공업·섬유공업 등을 볼 수 있다.

## 자료
다음의 표는 1980년부터 2020년까지의 주요 경제 지표를 나타낸 것이다. 2% 미만의 인플레이션은 녹색이다.
| 연도 | GDP (10억 유로) | 1인당 GDP (유로) | GDP 성장 (실질) | 인플레이션 비율 (백분율) | 실업률 (백분율) | 수지 균형 (GDP 중 %) |
| ---- | --------------- | ---------------- | --------------- | ------------------------ | --------------- | -------------------- |
| 1980 | 453.2           | 8,435            | 1.8%            | 13.1%                    | 6.2%            | −0.4%                |
| 1981 | 511.7           | 9,470            | 1.1%            | 13.3%                    | 7.4%            | −2.4%                |
| 1982 | 587.9           | 10.821           | 2.5%            | 12.0%                    | 8.1%            | −2.8%                |
| 1983 | 652.8           | 11,945           | 1.2%            | 9.5%                     | 7.4%            | −2.5%                |
| 1984 | 709.6           | 12,927           | 1.5%            | 7.7%                     | 8.5%            | −2.7%                |
| 1985 | 760.5           | 13,788           | 1.6%            | 5.8%                     | 8.7%            | −2.9%                |
| 1986 | 817.8           | 14,759           | 2.4%            | 2.5%                     | 8.9%            | −3.2%                |
| 1987 | 859.8           | 15,442           | 2.6%            | 3.3%                     | 9.2%            | −2.0%                |
| 1988 | 929.4           | 16,607           | 4.7%            | 2.7%                     | 8.8%            | −2.5%                |
| 1989 | 1,001.8         | 17,805           | 4.4%            | 6.6%                     | 8.7%            | −1.8%                |
| 1990 | 1,058.6         | 18,711           | 2.9%            | 0.3%                     | 8.4%            | −2.4%                |
| 1991 | 1,097.1         | 19,304           | 1.0%            | 3.4%                     | 8.6%            | −2.8%                |
| 1992 | 1,136.8         | 19,906           | 1.6%            | 2.5%                     | 9.4%            | −4.6%                |
| 1993 | 1,148.4         | 20,018           | −0.6%           | 2.2%                     | 10.3%           | −6.3%                |
| 1994 | 1,186.3         | 20,609           | 2.3%            | 1.7%                     | 10.7%           | −5.4%                |
| 1995 | 1,225.0         | 21,211           | 2.1%            | 1.8%                     | 10.5%           | −5.1%                |
| 1996 | 1,259.0         | 21,730           | 1.4%            | 2.1%                     | 10.8%           | −3.9%                |
| 1997 | 1,299.7         | 22,365           | 2.3%            | 1.3%                     | 10.9%           | −3.6%                |
| 1998 | 1,358.8         | 23.307           | 3.6%            | 0.7%                     | 10.7%           | −2.4%                |
| 1999 | 1,408.1         | 24,072           | 3.4%            | 0.6%                     | 10.4%           | −1.6%                |
| 2000 | 1,485.3         | 25,235           | 3.9%            | 1.8%                     | 9.2%            | −1.3%                |
| 2001 | 1,544.6         | 26,026           | 2.0%            | 1.8%                     | 8.5%            | −1.4%                |
| 2002 | 1,594.3         | 26,711           | 1.1%            | 1.9%                     | 8.3%            | −3.1%                |
| 2003 | 1,637.4         | 27,244           | 0.8%            | 2.2%                     | 8.5%            | −3.9%                |
| 2004 | 1,710.7         | 28,274           | 2.8%            | 2.3%                     | 8.8%            | −3.5%                |
| 2005 | 1,772.0         | 29,066           | 1.7%            | 1.9%                     | 8.9%            | −3.2%                |
| 2006 | 1,853.2         | 30,184           | 2.4%            | 1.9%                     | 8.8%            | −2.3%                |
| 2007 | 1,945.7         | 31,486           | 2.4%            | 1.6%                     | 8.0%            | −2.5%                |
| 2008 | 1,995.8         | 32,121           | 0.3%            | 3.2%                     | 7.5%            | −3.2%                |
| 2009 | 1,939.0         | 31,041           | −2.9%           | 0.1%                     | 9.1%            | −7.2%                |
| 2010 | 1,998.4         | 31,841           | 1.9%            | 1.7%                     | 9.3%            | −6.8%                |
| 2011 | 2,059.3         | 32,651           | 2.2%            | 2.3%                     | 9.2%            | −5.1%                |
| 2012 | 2,086.9         | 32,929           | 0.3%            | 2.2%                     | 9.8%            | −4.8%                |
| 2013 | 2,115.3         | 33,208           | 0.6%            | 1.0%                     | 10.3%           | −4.0%                |
| 2014 | 2,149.8         | 33,575           | 1.0%            | 0.6%                     | 10.3%           | −3.9%                |
| 2015 | 2,198.4         | 34,190           | 1.1%            | 0.1%                     | 10.4%           | −3.6%                |
| 2016 | 2,234.1         | 34,654           | 1.1%            | 0.3%                     | 10.0%           | −3.5%                |
| 2017 | 2,295.1         | 35,309           | 2.3%            | 1.2%                     | 9.4%            | −2.8%                |
| 2018 | 2,353.1         | 36,355           | 2.0%            | 2.1%                     | 9.1%            | −2.5%                |
| 2019 | 2,426.9         | 37,344           | 1.5%            | 1.3%                     | 8.4%            | −3.0%                |
| 2020 | 2,277.1         | 34,967           | −8.3%           | 0.5%                     | 8.1%            | −9.9%                |

## 같이 보기
- 유럽 연합의 경제